# Willem de Haen
Willem de Haen was een kunstgraveur, werkzaam begin zeventiende eeuw en waarschijnlijk woonachtig in Leiden, Nederland. Hij maakte onder andere de gravures voor het boek Beschrijving der Stadt Leyden van Jan Jansz Orlers.

## Galerij

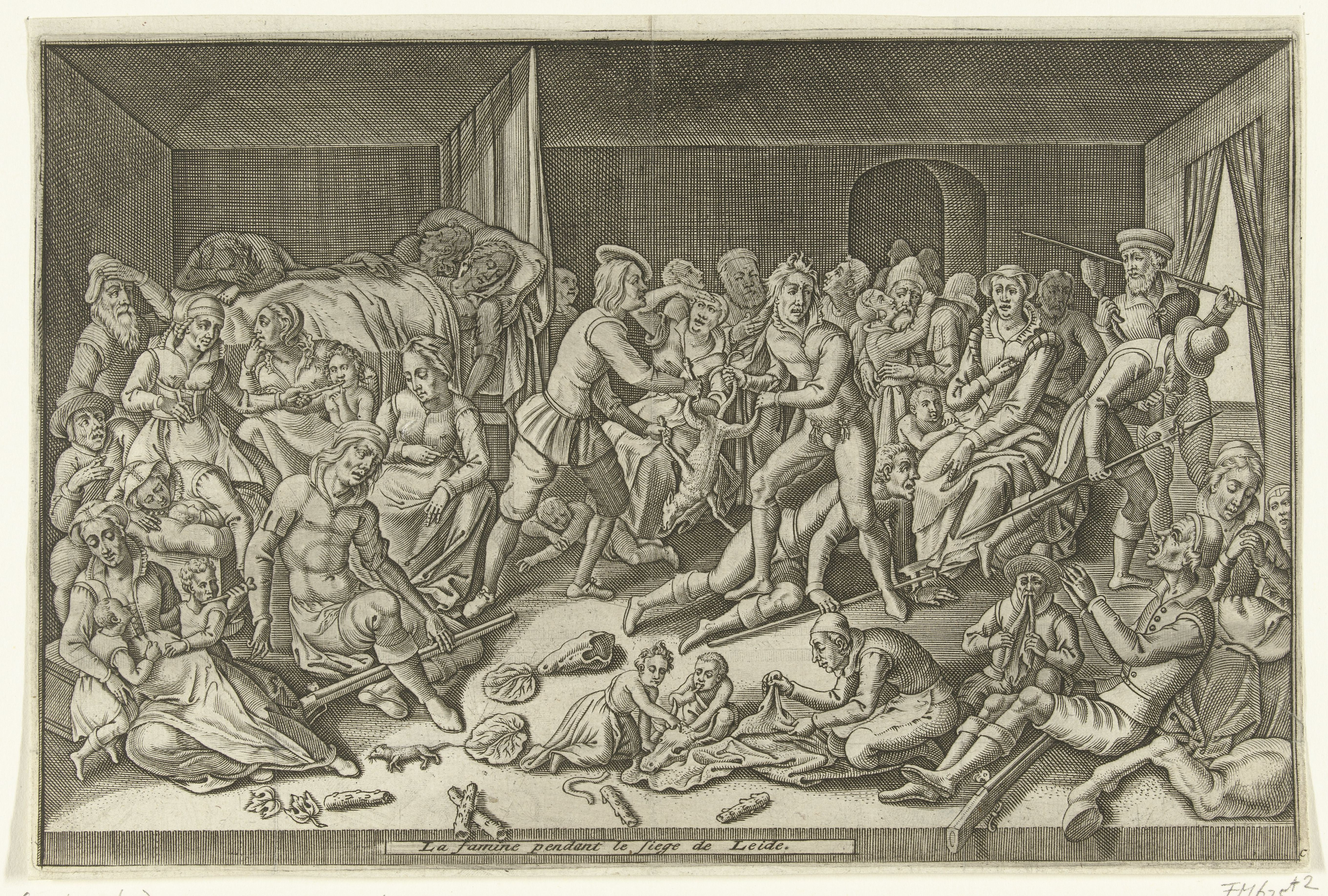
Prent van Willem de Haen, Hongersnood onder de Leidenaren, 1574, tijdens het Beleg van Leiden, vervaardigd tussen 1612-1614
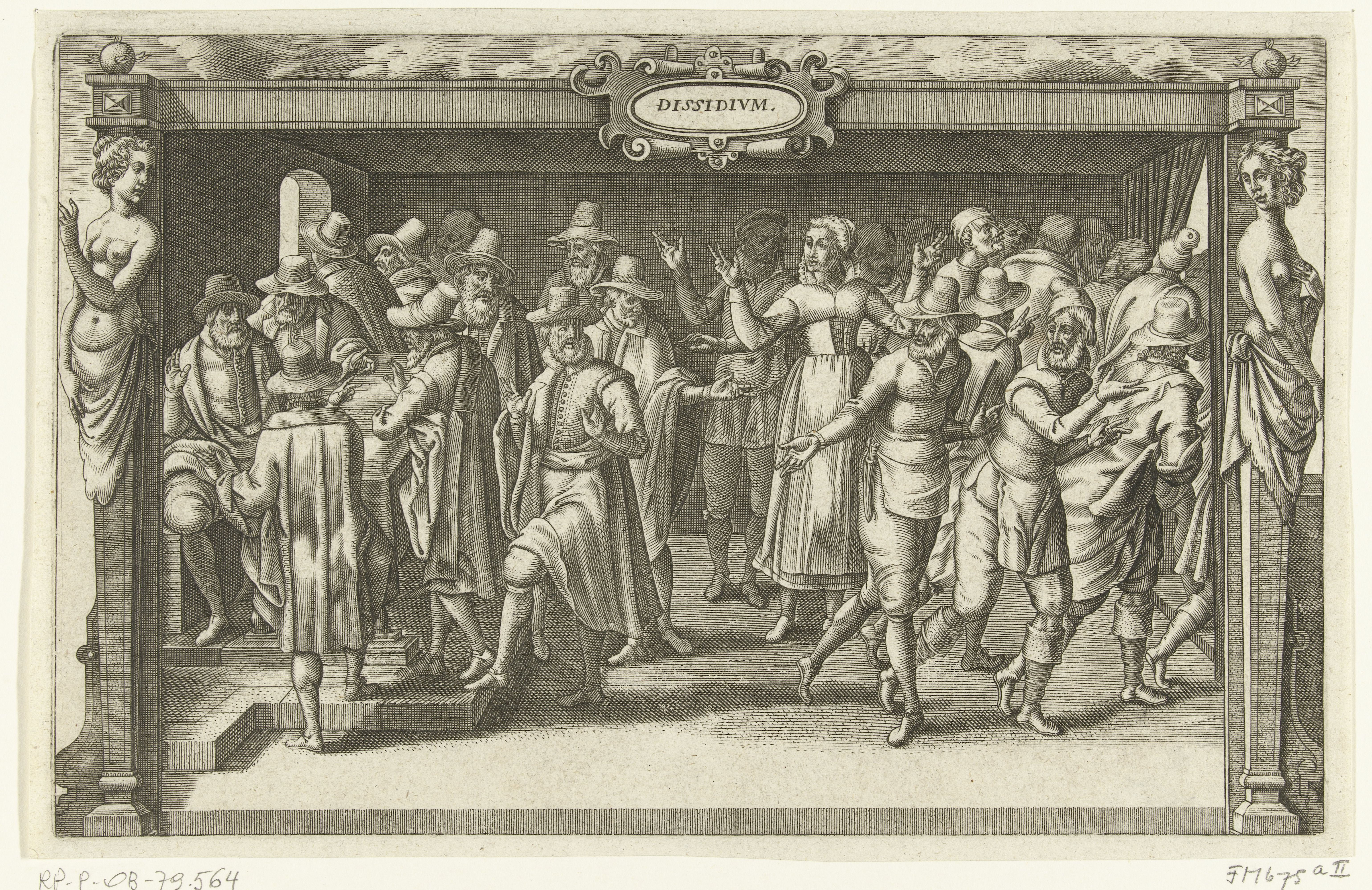
Tweedracht onder de Leidenaren, tijdens het Beleg van Leiden, vervaardigd tussen 1612-1614
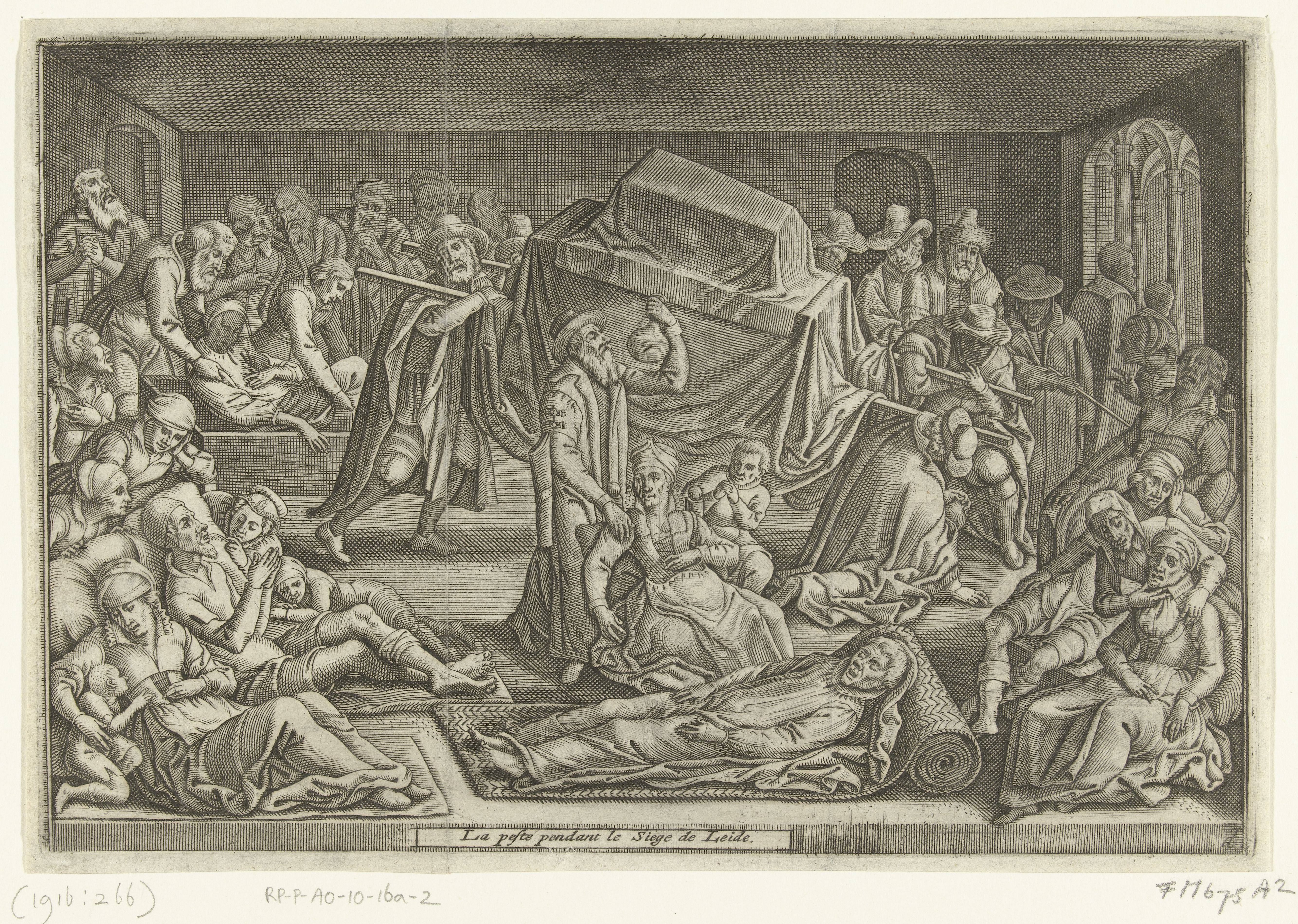
Sterfte door ziekte en pest onder de Leidenaren, tijdens het Beleg van Leiden, vervaardigd tussen 1612-1614
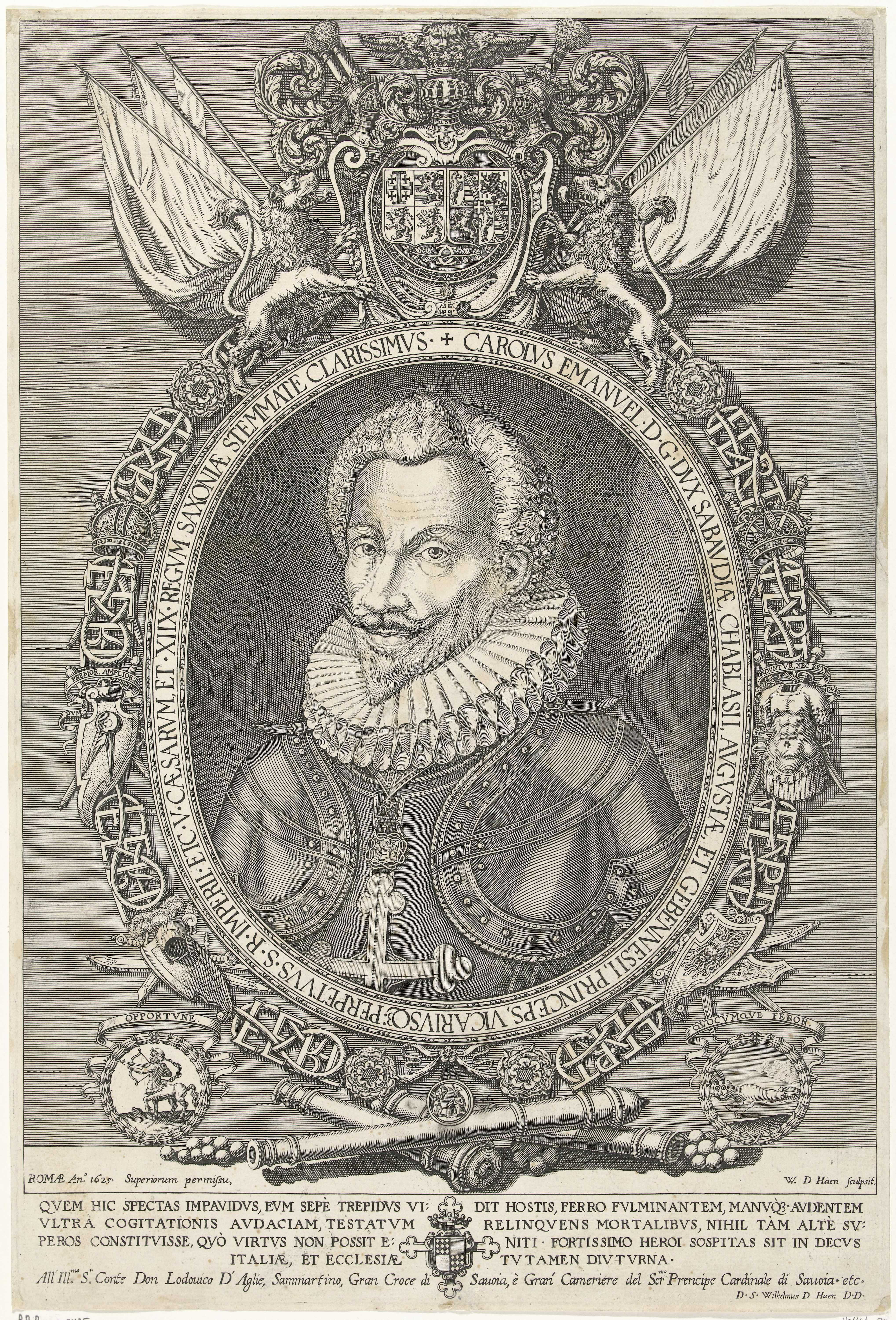
Portret van Karel Emanuel I, vervaardigd in 1625.
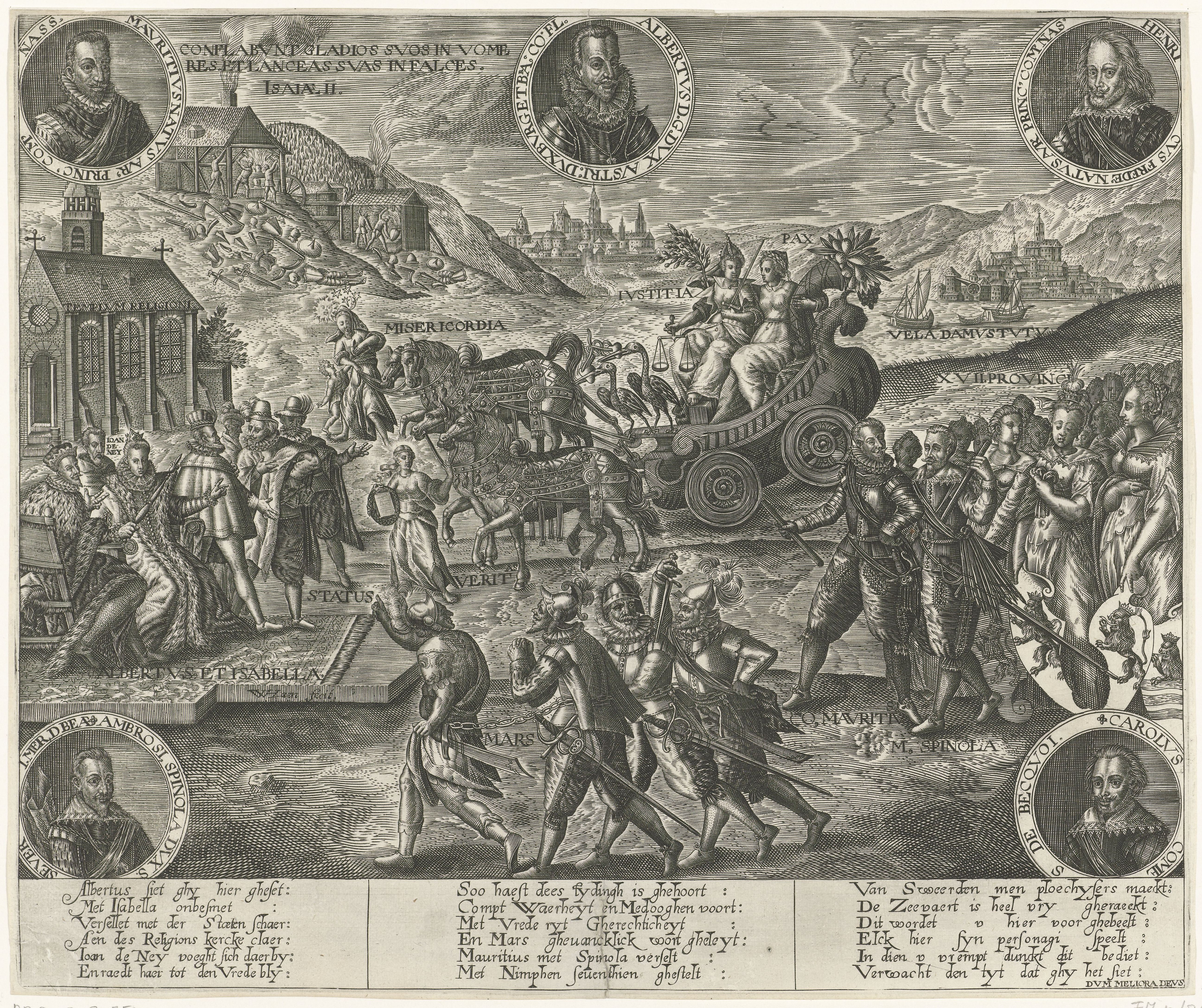
Allegorie op het Bestand en de vereniging der partijen, vervaardigd in 1609

## Bron
- Van der Aa e.a. (1867): Biographisch Woordenboek der Nederlanden (Van der Aa), deel 8-1, Willem de Haen, pagina 58-59

- Nederlandse Thesaurus van Auteursnamen: 111100038
- RKD-Nederlands Instituut voor Kunstgeschiedenis: 35140
- Virtual International Authority File: 282439925
- WorldCat: E39PBJgH6QXxgDDykdMVJwkhpP